# Sklené (district de Svitavy)
Pour les articles homonymes, voir Sklené.
Sklené (en allemand : Glaselsdorf) est une commune du district de Svitavy, dans la région de Pardubice, en République tchèque. Sa population s'élevait à 229 habitants en 2024.

## Géographie
Sklené se trouve à 7 km au sud-est de Svitavy, à 65 km au sud-est de Pardubice et à 156 km à l'est-sud-est de Prague.
La commune est limitée par Kamenná Horka au nord, par Moravská Třebová à l'est, par Pohledy au sud-est, par Březová nad Svitavou au sud-ouest et par Hradec nad Svitavou à l'ouest.

## Histoire
La première mention écrite du village date de 1320.

## Transports
Par la route, Sklené se trouve à 4 km de Hradec nad Svitavou, à 14 km de Svitavy, à 80 km de Pardubice et à 193 km de Prague. 